# Nordstiernan (1842)
Nordstiernan var en svensk hjulångare, som byggdes 1842 på Karlskrona örlogsvarv. Hon byggdes som ångfartyg, men byggdes om till segelfartyg.  Hjulen och hjulhusen togs bort, varpå hon riggades som en tremastad bark. 
Hon ägdes av Postverket 1842–1862.
År 1868 förliste hon i närheten av Hävringe utanför Oxelösund.